# Kraljevstvo Gwynedd
Kraljevstvo Gwynedd (vel. Teyrnas Gwynedd) bilo je povijesno kraljevstvo koje se nalazilo na sjeveru današnjeg Walesa. Površinom je odgovaralo području današnje upravne jedinice Gwyneddu.

## Povijest
Nastalo je od nekoliko velških država sljednica koje su se pojavile na otoku Britaniji u 5. stoljeću poslije rimske vlasti u ranom srednjem vijeku te kasnije razvila se u kneževinu tijekom visokom srednjem vijeku. Podloga ovom kraljevstvu bila su britske zemlje plemena Ordovika, Gangana i Deceangla. U dokumentima romaniziranih Brita zbirno ih se zvalo Venedotia.
Od 5. do 13. stoljeća Gwynedd se proširio. Vremenom obuhatio je Ynys Môn (eng. Anglesey) i cijeli sjeverni Wales između rijeka Dyfi na jugu do rijeke Dyfrdwy na sjeveroistoku. Irsko more (vel. Môr Iwerddon) je sjeverno i zapadno od zemalja bivšeg Kraljevstva Powysa koje je bilo susjedom Gwyneddu na jugoistoku.
Ključ zahvaljujući kojemu je Gwynedd uspio opstati protiv svim protivnicima i osvajačima je u njegovim zemljopisnim uvjetima. Pokrajina Eryri (eng. Snowdonia) je gorska pokrajina što je inozemnim osvajačima otežavalo osvajanje odnosno nametanje svoje vlasti pa ih tako nisu pogodila anglosaska ni normanska osvajanja.
Pučka tradicija kojoj se korijene pripisuje velškom kroničaru iz 10. stoljeća Neniju tvrdi da su temelji Gwyneddu u svezi s Cuneddom. Prema Neniju Cunedda je odselio u 5. stoljeću sa svojim sinovima i sljedbenicima iz britskog Lothiana s juga Škotske.
Postojalo je od kraja rimske vlasti sve do 13. stoljeća kad ga je engleska pripojila 1282. godine.
Glavni gradovi ovog kraljevstva bili su Degannwy, Aberffraw i Abergwyngregyn. Glavni se dvor nalazio u dvorcu Deganwyju, gdje je bilo uporište Maelgwna Gwynedda (u. 547.). Starija linija potomaka Rhodrija Velikog je dovela Aberffraw na Ynysu Monu njihovim glavnim sjedište do 1170. godine. U 13. su stoljeću Llywelyn Fawr, njegov sin Dafydd ap Llywelyn te unuk Llywelyn ap Gruffudd stavili Abergwyngregyn sa sjeverne obale za njihov dom.

## Etimologija
Prema Johnu Kochu i jo[ nekim povjesničarima velško ime Gwynedd dolazi od latinskog imena Venedotia, a da to dolazi iz irske riječi Feni koja se je onda odnosila na određenu skupinu otoka, a poslije se značenje proširilo na irski narod kao cjelinu, slobodni, neropski narod. Irci, posebice Laighini su naseljavali i/ili osvojali veći dio sjevernog Walesa sredinom 4. pa sve do ranog 5. stoljeća.

## Državne oznake
- Tradicionalna zastava Kraljevstva Gwynedda, za vlasti dinastije Abberffrawa u 12. i 13. st.
- Tradicionalni grb vladarske kuće Abberffraw. Ponekad ga se koristi kao oznaku za cijeli Wales, no ne nalazi se na grbu Ujedinjenog Kraljevstva Velike Britanije i Sjeverne Irske.